# Lagrave
Lagrave település Franciaországban, Tarn megyében. Lakosainak száma 2275 fő (2022. január 1.). Lagrave Labastide-de-Lévis, Brens, Cadalen, Florentin, Marssac-sur-Tarn és Rivières községekkel határos.

## Népesség
A település népességének változása:
| Lakosok száma | 2007 | 2129 | 2166 | 2140 | 2153 | 2213 | 2247 | 2244 | 2275 |
|               | 2013 | 2015 | 2016 | 2017 | 2018 | 2019 | 2020 | 2021 | 2022 |